# Arrotino
Arrotino (italijansko za Brusač) ali prej Skit, ki naj bi bil figura iz skupine, ki predstavlja Marsiasovo odiranje, je helenistično-rimska skulptura človeka, ki  čepi, da bi izostril nož na brusnem kamnu.
Skulptura je bila izkopana v začetku 16. stoletja, saj je prepoznavna  v popisu, ki je bil narejen po smrti Agostina Chigija (1520) njegove vile v Trastevereju, ki je postala villa Farnesina. Kasneje je skulptura postala del vrta skulptur in starin, ki jih je Paolantonio Soderini podedoval od svojega brata, monsinjorja Francesca Soderinija, ki jih je uredil v Avgustovem mavzoleju; Paolantonio je v pismu iz leta 1561 zapisal, da je il mio villano - moj kmet - odšel  in znano je, da je član družine Mignanelli prodal Arrotina kardinalu Ferdinandu I. Medičejskem. Odstranjen je bil v vilo Medičejcev, kjer je bil razstavljen, dokler ga v 18. stoletju niso premaknili v zbirko Medičejcev v Firencah.
V Medičejski zbirki je bil villano na novo interpretiran kot Skit ali pa se je v celoti ločil od svojih žanrskih združenj, tako da je postal kraljevi brivec ali butler, ki je slišal veleizdajo zarote proti državi in jo povzdignil na raven moralizirane zgodovine, ki se je v sodobni hierarhiji žanra uvrstila višje. Šele v 17. stoletju je bilo priznano, da je bil del helenistične skupine Marsias prejema Apolonovo kazen’’ (podobno bolj znanim skupinam Laocoöna in njegovih sinov, Skulpture iz Sperlonge ali skupini iz Pergamona, katere del je bil Umirajoči Galačan). Identifikacija s skupino Marsiasa je bila uvedena leta 1669 v publikaciji Leonarda Agostinija, ki je temo prepoznal v antičnih vgraviranih kamnih.
Arrotino je dolgo časa veljal tudi za izvirno grško skulpturo in eno najboljših takšnih skulptur, ki so se ohranile. Tako so bile narejene mavčne kopije za razstavo in pouk umetnosti (ena, izdelana za Kraljevo akademijo, je zdaj na ogled v Courtauldu). Izvirnik je bil pogosto prikazan poleg ene od različic druge velike antične skulpture čepeče figure, Čepeča Venera tudi v zbirki Uffizi. Vendar pa je Arrotino zdaj priznan preprosto kot kopija iz 1. stoletja pred našim štetjem iz helenističnega izvirnika.
Na ogled je na Tribuni Uffizi, poleg slik starega mojstra, kot je že od 18. stoletja.